# هویانوویتسه
هویانوویتسه (به چکی: Hojanovice) یک منطقهٔ مسکونی در جمهوری چک است که در ناحیه پلهریموو واقع شده‌است. هویانوویتسه ۲٫۸۹ کیلومتر مربع مساحت و ۹۳ نفر جمعیت دارد و ۴۶۶ متر بالاتر از سطح دریا واقع شده‌است.